# 박숙현
박숙현(朴淑鉉, 1924년 4월 7일~2006년 4월 8일)은 대한민국의 의사 출신 정치인이다. 종교는 불교이며 호(號)는 오산(梧山)이다.

## 학력
- 서울대학교 의과대학 학사
- 서울대학교 의과대학원 의학석사
- 서울대학교 의과대학원 의학박사

## 경력
- 민주공화당 정책위 부위원장
- 경상북도 보건과장
- 보건사회부 부기감
- 대통령 비서실 정무비서관(박정희 대통령)
- 대한결핵협회 이사
- 대한나협회 회장
- 한국사회복지협의회 회장

## 역대 선거 결과
|  | 39.54% |

|  | 61.31% |

|  | 35.04% |

|  | 22.44% |